# Podomitrium phyllanthus
Podomitrium phyllanthus là một loài rêu trong họ Pallaviciniaceae. Loài này được (Hook.) Mitt. mô tả khoa học đầu tiên năm 1855.